# ABC
 Ovo je glavno značenje pojma ABC. Za druga značenja pogledajte ABC (razdvojba).
The American Broadcasting Company (ABC) je američka televizijska i radio mreža. Osnovana je 1943. U vlasništvu je tvrtke "Walt Disney". Sjedište mreže je u New Yorku, dok se centri za snimanje nalaze u Burbanku i Kaliforniji.

## Primetime raspored
Najavljena satnica za večernji program tijekom televizijske sezone 2008. / 2009. na televiziji ABC izgleda ovako:
|             | 19.00                    | 19:30                    | 20:00                          | 20:30                          | 21:00                         | 21:30                         | 22:00                                                                  | 22:30                                                                  |
| ----------- | ------------------------ | ------------------------ | ------------------------------ | ------------------------------ | ----------------------------- | ----------------------------- | ---------------------------------------------------------------------- | ---------------------------------------------------------------------- |
| Nedjelja    | Šaljivi kućni video      | Šaljivi kućni video      | Pod nož                        | Pod nož                        | Kućanice ( TV serija)         | Kućanice ( TV serija)         | Braća i sestre ( TV serija)                                            | Braća i sestre ( TV serija)                                            |
| Ponedjeljak | Program lokalnih emitera | Program lokalnih emitera | Ples sa zvijezdama             | Ples sa zvijezdama             | Ples sa zvijezdama            | Samantha Who?( TV serija)     | Bostonsko pravo ( TV serija)                                           | Bostonsko pravo ( TV serija)                                           |
| Utorak      | Program lokalnih emitera | Program lokalnih emitera | Opportunity Knocks (Game show) | Opportunity Knocks (Game show) | Ples sa zvjezdama - finale    | Ples sa zvjezdama - finale    | Eli Stone ( TV serija)                                                 | Eli Stone ( TV serija)                                                 |
| Srijeda     | Program lokalnih emitera | Program lokalnih emitera | Pushing Daisies ( TV serija)   | Pushing Daisies ( TV serija)   | Privatna praksa ( TV serija)  | Privatna praksa ( TV serija)  | Dirty Sexy Money( TV serija)                                           | Dirty Sexy Money( TV serija)                                           |
| Četvrtak    | Program lokalnih emitera | Program lokalnih emitera | Ružna Betty ( TV serija)       | Ružna Betty ( TV serija)       | Uvod u anatomiju ( TV serija) | Uvod u anatomiju ( TV serija) | Život na Marsu ( TV serija) / Izgubljeni (TV serija, od veljače 2009.) | Život na Marsu ( TV serija) / Izgubljeni (TV serija, od veljače 2009.) |
| Petak       | Program lokalnih emitera | Program lokalnih emitera | Mjenjam ženu( Reality show)    | Mjenjam ženu( Reality show)    | Supernanny                    | Supernanny                    | 20/20 (Talk show)                                                      | 20/20 (Talk show)                                                      |
| Subota      | Program lokalnih emitera | Program lokalnih emitera | Nogomet subotom                | Nogomet subotom                | Nogomet subotom               | Nogomet subotom               | Nogomet subotom                                                        | Nogomet subotom                                                        |

## Vanjske poveznice
- Službena stranica